# CSpace
CSpace ist ein plattformunabhängiger Instant Messenger, welcher als freie Software unter der GNU General Public License veröffentlicht wird. Die Software arbeitet dezentral unter Verwendung des Kademlia-Protokolls.

## Sicherheit
Das Programm verwendet standardmäßig eine Verschlüsselung und baut Verbindungen mit Hilfe von OpenSSL auf.
Alle Benutzer bekommen 2048 Bit RSA-Schlüssel. Ein Benutzer sieht nur den RSA-Schlüssel und den Benutzernamen eines anderen Benutzers, weitere Angaben sind bei der Erstellung eines Profils nicht nötig.
Jeder Nutzer wird unverfälschbar an seinem öffentlichen RSA-Schlüssel erkannt, der private Schlüssel wird nicht weitergegeben.
Bei der Anmeldung weist man seinem persönlichen RSA-Schlüssel – der Benutzerfreundlichkeit halber – einen Nickname zu, der zentral verwaltet wird.

## Screen-Sharing
CSpace bietet die Möglichkeit, mit einem Kontakt Screen-Sharing zu betreiben. Es wird dabei das VNC-Protokoll verwendet. Diese Funktion ist beispielsweise interessant, um anderen Personen bei PC-Problemen unter die Arme zu greifen.